# Agent Orange

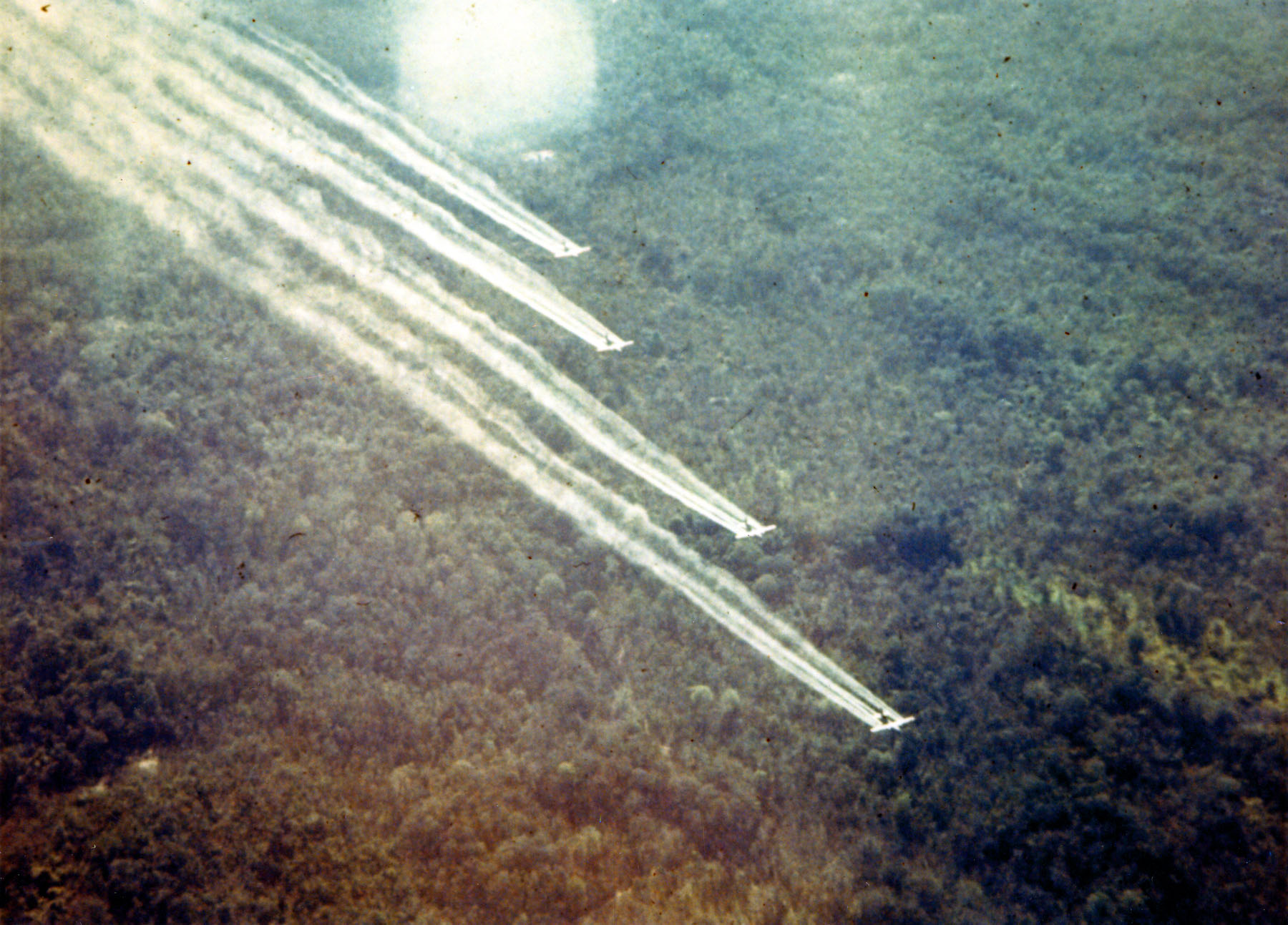
Vier US-amerikanische Transportflugzeuge des Typs Fairchild C-123 – zu Sprühflugzeugen umgebaut – während der „Operation Ranch Hand“ in Vietnam

Strukturformel von 2,3,7,8-TCDD, das als Verunreinigung in Agent Orange enthalten war und als ursächlich für die Gesundheitsschäden angesehen wird.

Agent Orange ist die militärische Bezeichnung eines chemischen Entlaubungsmittels, das die USA im Vietnamkrieg und im Laotischen Bürgerkrieg großflächig zur Entlaubung von Wäldern und zur Zerstörung von Nutzpflanzen einsetzten. Die US-Streitkräfte setzten es im Januar 1965 erstmals im Rahmen der Operation Ranch Hand ein, um der feindlichen Guerillabewegung FNL („Vietcong“) die Tarnung durch den dichten Dschungel zu erschweren und deren Nahrungsversorgung zu stören. Es wurde von Flugzeugen oder Hubschraubern großflächig versprüht. Da das Herbizid herstellungsbedingt mit 2,3,7,8-Tetrachlordibenzodioxin (TCDD) verunreinigt war, erkrankten viele hunderttausend Bewohner der betroffenen Gebiete und bis zu zweihunderttausend US-Soldaten.
TCDD ist der giftigste Vertreter der Dioxine. Es wirkt unter anderem fetotoxisch (teratogen), schädigt also das ungeborene Kind im Mutterleib, und ist sehr persistent, das heißt, es verbleibt lange Zeit in der Umwelt. Die andauernde Belastung der vietnamesischen Bevölkerung mit Dioxin wird in Zusammenhang mit dem – bis in die Gegenwart – drastisch erhöhten Auftreten schwerer Fehlbildungen bei Kindern, Krebserkrankungen, Immunschwächen und einer größeren Zahl weiterer Erkrankungen gebracht. 2002 litten nach Schätzungen des Roten Kreuzes etwa eine Million Vietnamesen an gesundheitlichen Schäden durch Spätfolgen von Agent Orange, darunter sind etwa 100.000 Kinder mit angeborenen Fehlbildungen. Während geschädigte ehemalige US-Soldaten nach gerichtlichen Auseinandersetzungen von den damaligen Herstellerfirmen finanziell entschädigt wurden, erhielten vietnamesische Opfer bis heute keine Entschädigung. Eine entsprechende Sammelklage in den USA wurde 2005 abgewiesen, da der Einsatz von Agent Orange „keine chemische Kriegsführung“ und deshalb kein Verstoß gegen internationales Recht gewesen sei.
Der Name stammt von den orangefarbenen Streifen, mit denen die entsprechenden Fässer gekennzeichnet waren. Das englische Wort agent bedeutet hier „Mittel“ oder „Wirkstoff“. Weitere, weniger bekannte Herbizide sind Agent Blue, Agent Purple, Agent Green, Agent Pink und Agent White. Die internationale CAS-Identifizierungsnummer von Agent Orange ist 39277-47-9.

## Einsatz und Hersteller

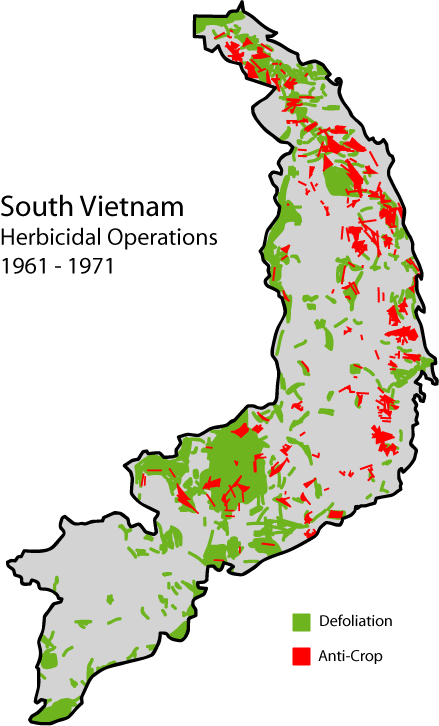
Karte der verseuchten Gebiete in Südvietnam. Grün: Entlaubung, Rot: Erntevernichtung.

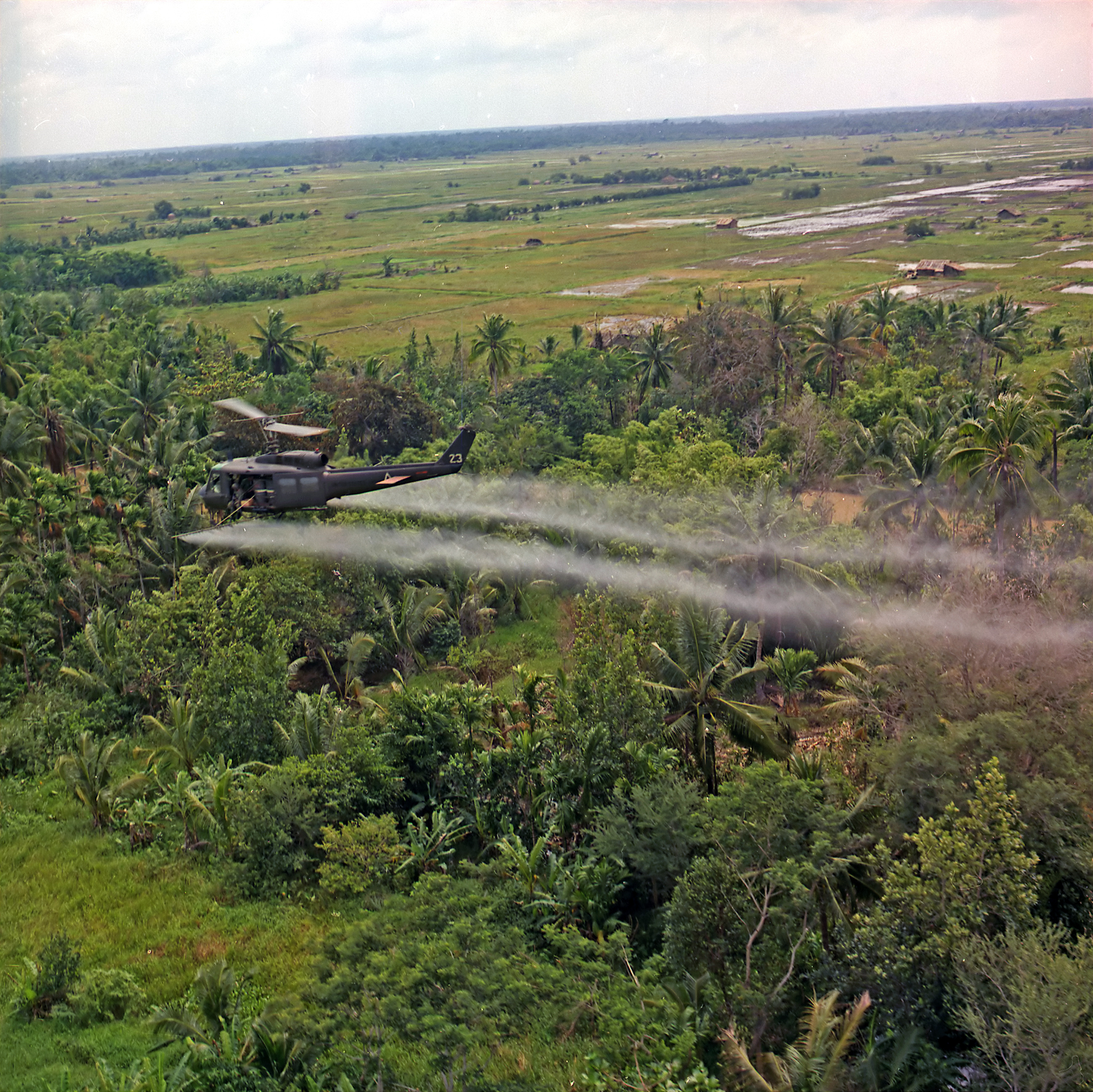
Versprühen von Entlaubungsmittel im Mekongdelta im Juli 1969 durch einen Hubschrauber Bell UH-1

Zwischen 1962 und 1971 wurden im Vietnamkrieg von der US-Luftwaffe bei der Operation „Ranch Hand“, die im Jahre 1961 von John F. Kennedy autorisiert wurde, mehr als 6000 Einsätze mit verschiedenen Entlaubungsmitteln durchgeführt. Agent Orange wurde von Januar 1965 bis April 1970 aus Flugzeugen und Helikoptern versprüht. 
Der erste flächendeckende Einsatz erfolgte am 7. Februar 1967, der erste derartige Einsatz überhaupt laut der Vereinigung von „Agent Orange“-Opfern in Südvietnam 1961 – am 10. August, den sie seit 2009 als Orange (Awareness) Day in Erinnerung an die Opfer des Pestizideinsatzes als Gedenktag begehen (nicht zu verwechseln mit dem oft gleich benannten Orange Day zur Beseitigung von Gewalt gegen Frauen der UNO). Das Ziel war die Entlaubung der Wälder, um Verstecke und Versorgungswege des Gegners aufzudecken (Ho-Chi-Minh-Pfad) und andererseits eigene Militärbasen und Flugplätze im dichten Dschungel zu erweitern. Zudem wurden Ackerflächen besprüht, um dem Feind die Nahrungsgrundlage zu entziehen.
Agent Orange wurde unter anderem von den US-Firmen Dow Chemical und Mobay, einem Gemeinschaftsunternehmen von Monsanto und der Bayer AG, hergestellt und geliefert. Wegen des enormen Bedarfs kam es zu Lieferschwierigkeiten. Zwischenprodukte lieferten auch die deutsche Firma Boehringer Ingelheim und das tschechoslowakische Unternehmen Spolana. Laut einem Artikel des Nachrichtenmagazins Der Spiegel von 1991 lieferte Boehringer Ingelheim 1967 720 Tonnen Trichlorphenolatlauge an Dow Chemical. Der Einsatz von Agent Orange erreichte seinen Höhepunkt in den Jahren 1967 und 1968.
Die Hauptmenge des Agent Orange enthielt eine Mischung der n-Butyl-Ester der 2,4,5-Trichlorphenoxyessigsäure (2,4,5-T) und 2,4-Dichlorphenoxyessigsäure (2,4-D) zu gleichen Teilen. Der Wirkstoffgehalt lag bei 1033 Gramm pro Liter, angegeben als esterfreie 2,4,5-T und 2,4-D. Vermutlich ab 1968 wurde auch „Agent Orange II“ verwendet, das aus einer 50:50-Mischung des iso-Octylesters von 2,4,5-T und des n-Butylesters von 2,4-D bestand. Es hatte einen Wirkstoffgehalt von 910 Gramm pro Liter. Von „Agent Orange II“ wurden 3.591.000 Liter nach Vietnam geliefert. Die US-Streitkräfte versprühten insgesamt 45.677.937 Liter Agent Orange. Zählt man die anderen Herbizide hinzu, verdoppelt sich die Zahl fast auf 80 Millionen Liter. 1971 war dadurch fast ein Viertel Vietnams entlaubt.
Eine „Modified Orange“ genannte Mischung, die auch den Wirkstoff Picloram enthielt, wurde nur testweise verwendet.
Das letzte Sprühflugzeug mit Agent Orange startete am 7. Januar 1971. 1973 hatte die U.S. Air Force noch Vorräte von 2.338.900 Gallonen (8.853.672 Liter) im Anschaffungswert von 16.540.000 US-Dollar. Da in den USA 1970 eine Anwendungsbeschränkung für 2,4,5-T erging, die von der EPA 1971 bestätigt wurde, erwog man, das überschüssige Agent Orange als Herbizid in Südamerika zu verkaufen. Die Vorräte an Agent Orange wurden auf Johnston Island und beim Naval Construction Battalion Center in Gulfport, Mississippi, gelagert. Erst jetzt begann man, Dioxingehalte zu bestimmen. Die Dioxin-Konzentrationen schwankten von Fass zu Fass stark. In Gulfport fand man in 28 Proben TCDD-Konzentrationen von 6,2 bis 14,3 ppm, der Mittelwert lag bei 13,25 ppm. Bei einer weiteren Untersuchung lagen die TCDD-Gehalte zwischen 0,05 und 13,3 ppm. Daraus wurde ein Mittelwert von 2,99 ppm (mgL−1) abgeleitet. Bei 200 Stichproben aus dem Lager auf Johnston Island ergab sich für Agent Orange ein Mittelwert von 1,91 ppm ± 20 % TCDD. Dabei wurden vier Proben mit den höchsten Gehalten (17, 22, 33 und 47 ppm) nicht berücksichtigt, weil es sich möglicherweise um Agent Purple handelte. Die verbliebenen Bestände wurden 1977 an Bord des Verbrennungsschiffs Vulcanus auf hoher See verbrannt. Die Schätzungen der in Vietnam in Verbindung mit den Herbiziden freigesetzten Dioxin-Mengen reichen von 106 bis über 366 kg.

## Schäden und Probleme bis heute

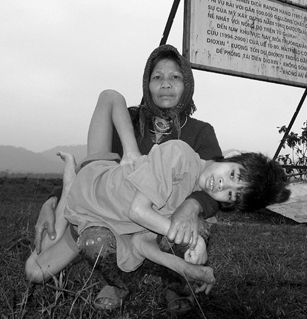
Ein 14-jähriger, geistig und körperlich schwerbehinderter Junge, dessen Fehlbildungen auf die Belastung der Eltern mit Agent Orange zurückgeführt werden.

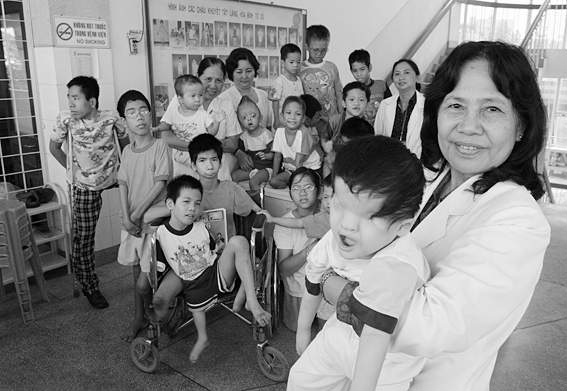
Eine vietnamesische Professorin vom Tu Du-Krankenhaus für Geburtshilfe und Gynäkologie mit einer Gruppe teils schwerstbehinderter Kinder. So sind bei dem Kind im Vordergrund die Augen nicht ausgebildet. Der Junge ganz links (hinten) hat nur ein Bein.

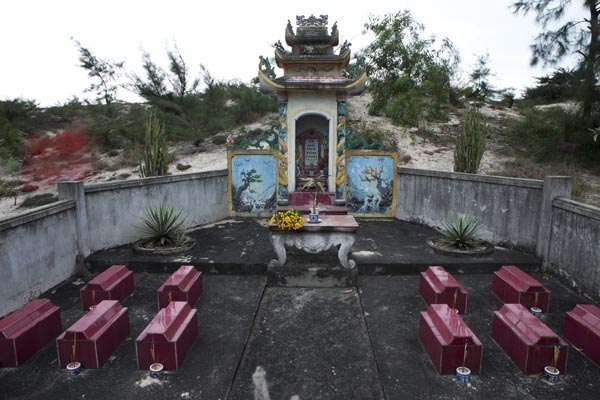
Die Familie Đỗ Đức Địu verlor 12 von 15 Kindern durch Früh- und Totgeburten, möglicherweise eine Folge von „Agent Orange“, Familiengrab.

Die Hauptursache der immensen Schäden an Mensch und Natur ist das bei der Herstellung von Trichlorphenoxyessigsäure entstehende Nebenprodukt TCDD. Das langlebige TCDD entsteht bei der Synthese zwischen 300 und 600 Grad Celsius. Es ist das giftigste der rund 300 Dioxine (bekannt als „Seveso-Gift“ seit dem Sevesounglück 1976 in Italien). Schon geringste Mengen können schwere Organschäden und Krebs auslösen. Es stört hormonelle Signalwege und führt zu schweren Fehlbildungen bei noch ungeborenen Kindern.
Mehr als drei Millionen Opfer von Agent Orange leiden laut der Vietnamese Association of Victims of Agent Orange an Spätfolgen von Agent Orange, vor allem an Fehlbildungen wie Lippen-Kiefer-Gaumenspalten und Immunschwächen. Viele Neugeborene kommen auch drei Generationen nach dem Einsatz von Agent Orange mit schweren Fehlbildungen zur Welt. Auch Krebs zählt zu den Spätfolgen. Es fehlt bislang an Untersuchungen zum Zusammenhang der Exposition mit Agent Orange mit der Tumorentstehung, jedoch ist Dioxin als krebserregend bekannt.
Agrarwissenschaftler aus Illinois und Iowa prognostizierten Anfang 2019 im Fachjournal „Open Journal of Soil Science“, dass Vietnam noch Jahrzehnte an den Spätfolgen leide. An der Oberfläche zerfällt TCDD in ein bis drei Jahren, im Boden und in Fluss- wie Meeressedimenten kann es mehr als 100 Jahre bestehen. Über Flüsse, Wind und die Bodenerosion während des Monsuns breitete sich TCDD aus und gelangte in Nahrungsketten.
Seit dem von US-Präsident Obama angekündigten ‚Pivot to Asia‘ („Schwenk nach Asien“) brauchen die USA neue Verbündete gegen China. Daher beteiligt sich die US-Regierung seit 2012 an der Boden-Entgiftung um den früheren US-Stützpunkt Da Nang, der ein Hauptumschlagplatz für Agent Orange war. Dafür wurden 43 Millionen Dollar zur Verfügung gestellt. Die Behörde für internationale Entwicklung (USAID) der USA schätzte im Jahr 2016, dass allein für Kontaminationen in der Millionenstadt Bien Hoa eine umfassende Dioxin-Beseitigung 126 bis 600 Millionen US-Dollar koste.
Weiterhin werden schwer missgebildete und kranke Kinder geboren. Die meisten Opfer können gar nicht oder nicht angemessen medizinisch versorgt werden. Vietnams Regierung investiert vorwiegend in die Wirtschaftsentwicklung des Landes. Einzelne bauen mit selbst gesammelten Spenden Heime und Gesundheitsstationen für Opfer von Agent Orange. 1998 wurde das mit Mithilfe von Kriegsveteranen der USA erbaute Dorf der Freundschaft als Behandlungszentrum für Opfer des Entlaubungsmittels eröffnet.

## Juristische Aufarbeitung
Auch im Vietnamkrieg eingesetzte US-Soldaten waren durch Schäden infolge von Agent Orange betroffen. Als der Zusammenhang zwischen den Gesundheitsschädigungen und dem Dioxin anerkannt wurde, reichten betroffene Soldaten Sammelklagen gegen mehrere Herstellerfirmen ein. Am 7. Mai 1984 kam es zu einem vorläufigen außergerichtlichen Vergleich; im folgenden Jahr wurde von sieben Firmen ein Fonds über 180 Millionen Dollar für Entschädigungszahlungen eingerichtet, was bis dahin die höchste jemals in einem Vergleich gezahlte Summe war. Bis 1994 wurden an 52.000 Veteranen und Hinterbliebene 197 Millionen Dollar ausgezahlt.
Eine Gruppe vietnamesischer Opfer hat gegen die amerikanischen Hersteller Klage eingereicht, die jedoch im März 2005 abgewiesen wurde. Nach Ansicht des Richters war der Einsatz von Agent Orange keine chemische Kriegsführung und deshalb kein Verstoß gegen internationales Kriegsrecht.

## Sonstiges
In Vietnam ist seit 2009 der Orange Day (10. August) offizieller Gedenktag für die Opfer von Agent Orange.
Agent Orange war immer wieder Thema von Liedern in der Pop- und Rockmusik. Eine kalifornische Punkband nennt sich Agent Orange. Auch die schwedische Melodic-Death-Metal-Band Dimension Zero trug vor ihrer Umbenennung den Bandnamen Agent Orange. 

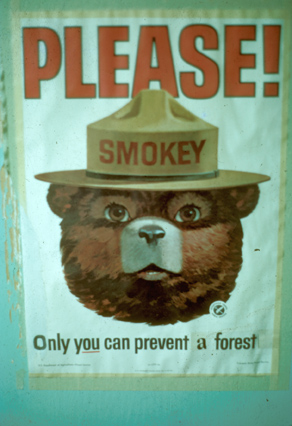
Zynische Smokey Bear-Verballhornung

Die deutsche Thrash-Metal-Band Sodom veröffentlichte ein Album unter dem Titel Agent Orange, das erste Lied des Albums trägt ebenfalls diesen Namen und thematisiert die Operation Ranch Hand. Die Textzeile „Only you prevent the forest“ verweist auf die Verballhornung des Waldbrandpräventions-Maskottchens Smokey Bear und dessen Aufruf „Only YOU Can Prevent Forest Fires“ durch US-Militärangehörige („Only you can prevent a forest“, siehe Abbildung).
Die britische Post Punk-Band Ski Patrol hatte mit „Agent Orange“ (1980) ihr wohl bekanntestes Stück aufgenommen, welches sich auf verschiedenen Kompilationen (u. a. New Wave Club Class-X) wiederfindet. Depeche Mode veröffentlichten auf Music for the Masses ein Instrumentalstück namens Agent Orange, in dem am Anfang verzerrte Samples von Hubschraubersounds zu hören sind. Der US-amerikanische Rapper R. A. the Rugged Man, dessen Vater durch Agent Orange geschädigt wurde, greift das Thema in dem Lied „Uncommon Valor: (A Vietnam Story)“ auf. In diesem Lied schreibt er, aus der Sicht seines Vaters, die Erfahrung des Krieges und die persönlichen Folgen, in Form von Behinderungen seiner Kinder, von Agent Orange nieder.
Im Sommer 2011 wurde ein Fall bekannt, bei dem in Brasilien vom Flugzeug aus Herbizide auf Regenwald gesprüht wurden. Dabei wurde auch 2,4-Dichlorphenoxyessigsäure eingesetzt, einer der in Agent Orange enthaltenen Wirkstoffe.

## Dokumentarfilm
- Lighter than Orange – The Legacy of Dioxin in Vietnam (2015), Regie Matthias Leupold
- Chau, Beyond the Lines (2015) – Kurz-Dokumentarfilm von Courtney Marsh
- Auf ewig verseucht? - Vietnam 40 Jahre nach dem Krieg (2015) von James Pastouna
- Vietnam – Long Thanh will lachen – Reportage im Ersten (2015) von Philipp Abresch